# Kroksjön (Amnehärads socken, Västergötland)
Kroksjön är en sjö i Gullspångs kommun i Västergötland och ingår i Göta älvs huvudavrinningsområde. Sjön har en area på 0,143 kvadratkilometer och ligger 93 meter över havet.

## Delavrinningsområde
Kroksjön ingår i det delavrinningsområde (654054-140286) som SMHI kallar för Utloppet av Skagern. Medelhöjden är 83 meter över havet och ytan är 302,31 kvadratkilometer. Räknas de 345 delavrinningsområdena uppströms in blir den ackumulerade arean 5 026,15 kvadratkilometer. Gullspångsälven (Liälven) som avvattnar avrinningsområdet har biflödesordning 2, vilket innebär att vattnet flödar genom totalt 2 vattendrag innan det når havet efter 230 kilometer. Delavrinningsområdet består mestadels av skog (32 procent) och jordbruk (12 procent). Avrinningsområdet har 132,29 kvadratkilometer vattenytor vilket ger det en sjöprocent på 43,7 procent.